# Témenos de Dioniso
El Témenos de Dioniso es un recinto sagrado que los antiguos atenienses dedicaron al dios Dioniso.
Está situado en la ladera sur de la Acrópolis de Atenas. La parte más famosa del témenos es el Teatro de Dioniso. También incluía templos dedicados a Dioniso.

## Historia

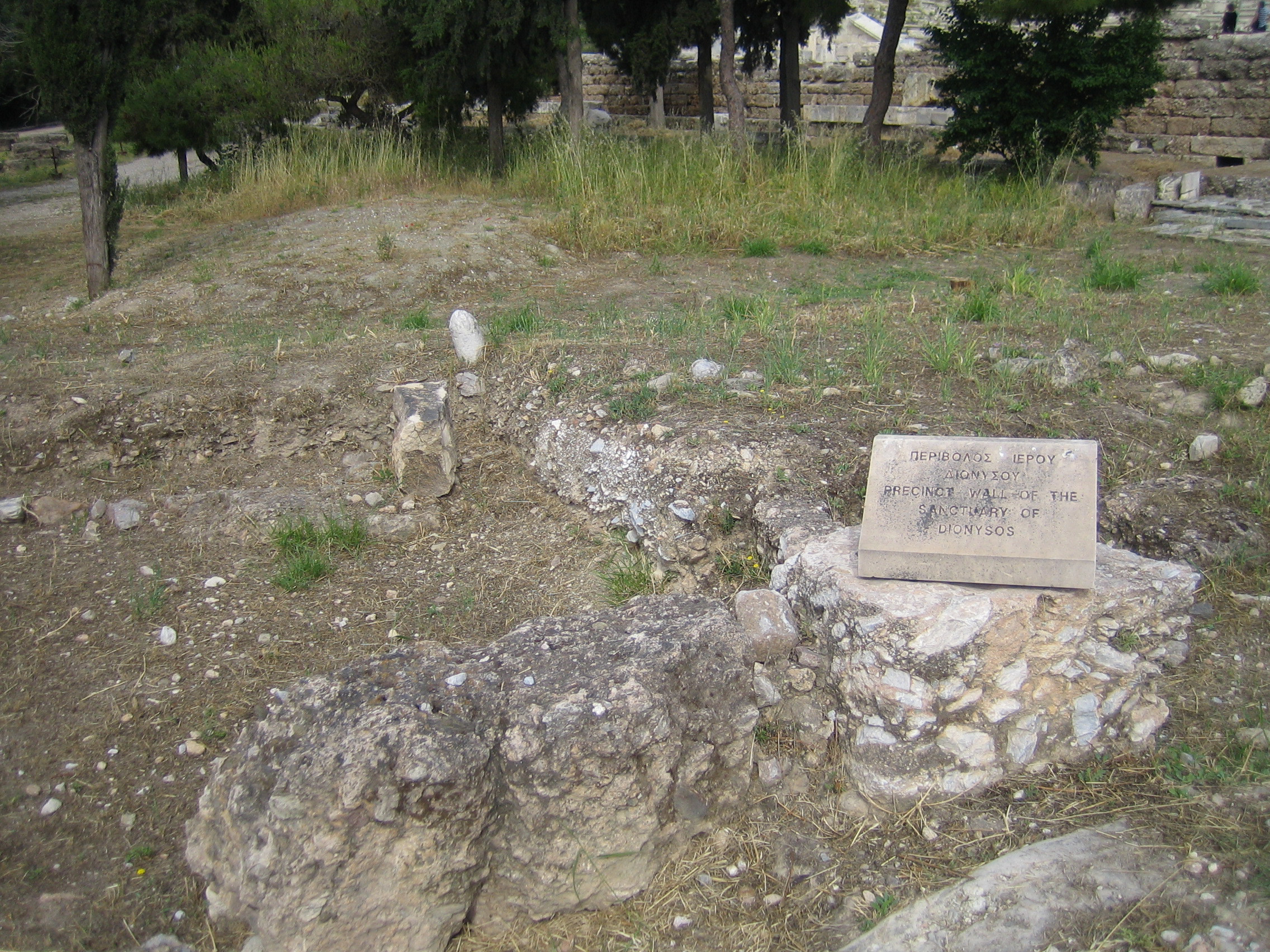
Ruinas del témenos de Dionisio Eléutero.

El culto a Dioniso Eléutero se introdujo en Atenas desde el demo de Eléuteras, en Beocia, en tiempos del tirano Pisístrato. En el siglo VI a. C. se llevó desde Eléuteras hasta Atenas una estatua del dios y se construyó un santuario en su honor.
Los restos del mismo se encuentran al suroeste de la ladera de la Acrópolis.

## Descripción

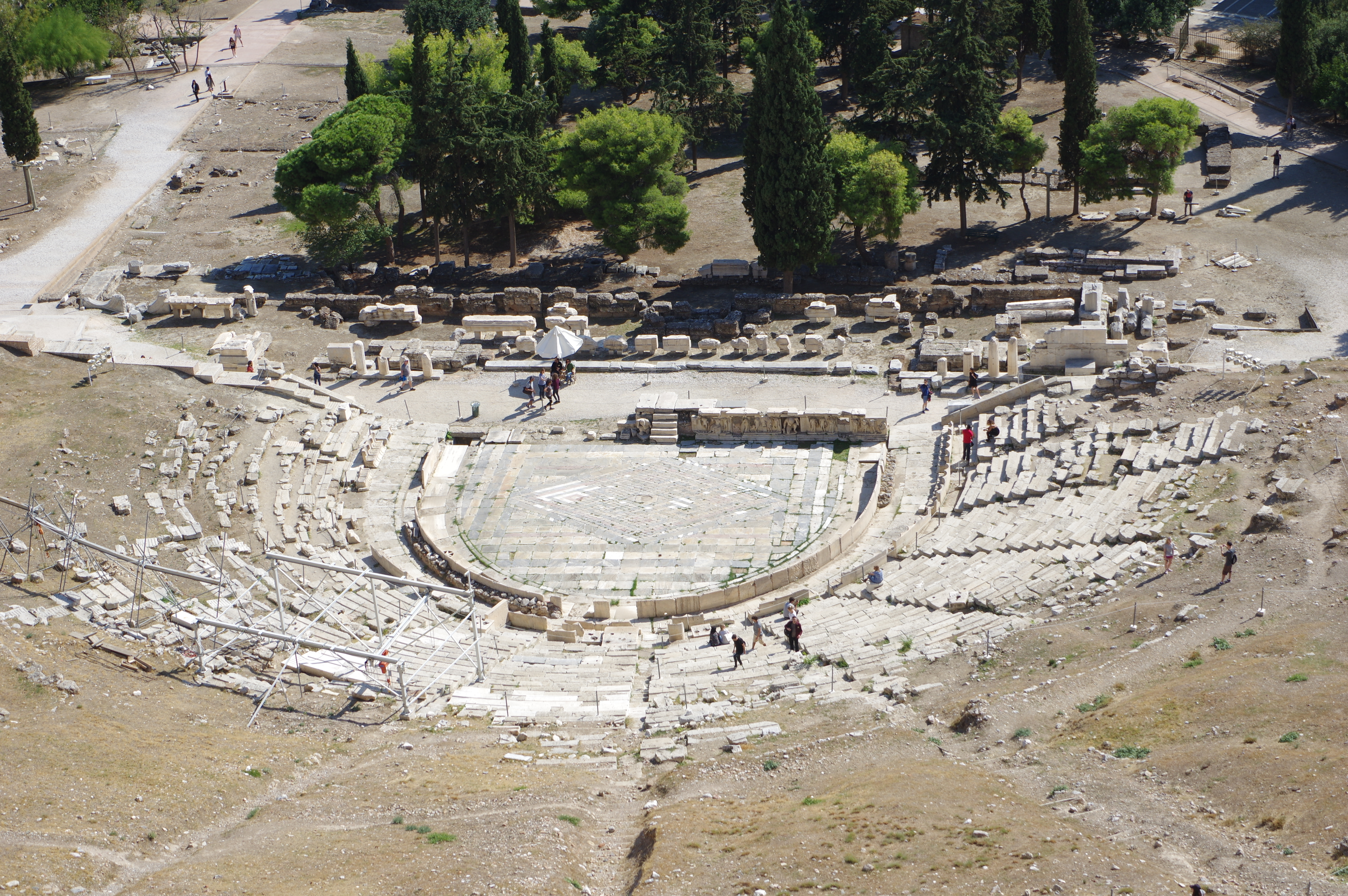
Teatro y témenos de Dioniso desde la Acrópolis.

El templo arcaico de Dioniso, del que solo se conserva la esquina noroeste de los cimientos, está fechado en la segunda mitad del siglo VI a. C.
Un poco al sur se encuentran los restos del templo nuevo, erigido en la segunda mitad del siglo IV a. C., durante la tiranía de la familia de los Pisistrátidas. En los primeros tiempos, la zona fue el emplazamiento del antiguo Templo de Dioniso, construido hacia 550-500 a. C., y del Teatro de Dioniso, que se desarrolló en la ladera de la Acrópolis hacia la misma época. El santuario propiamente dicho se construyó a finales del periodo clásico, hacia el 350 a. C., cerrando la zona del templo y el teatro anteriores con muros con períbolo. En el mismo lugar se construyeron un nuevo templo a Dioniso y una estoa o sala con columnas. Tanto el templo antiguo como el nuevo se utilizaron al mismo tiempo, es decir, el nuevo templo no sustituyó al antiguo. Entre otras cosas, en la zona se celebraba el festival de las  Dionisias.
Las excavaciones arqueológicas de la zona se llevaron a cabo principalmente a finales del siglo XIX. Las excavaciones corrieron a cargo de arqueólogos griegos y alemanes. El yacimiento fue restaurado entre 1961 y 1962 y entre 1998 y 2004.

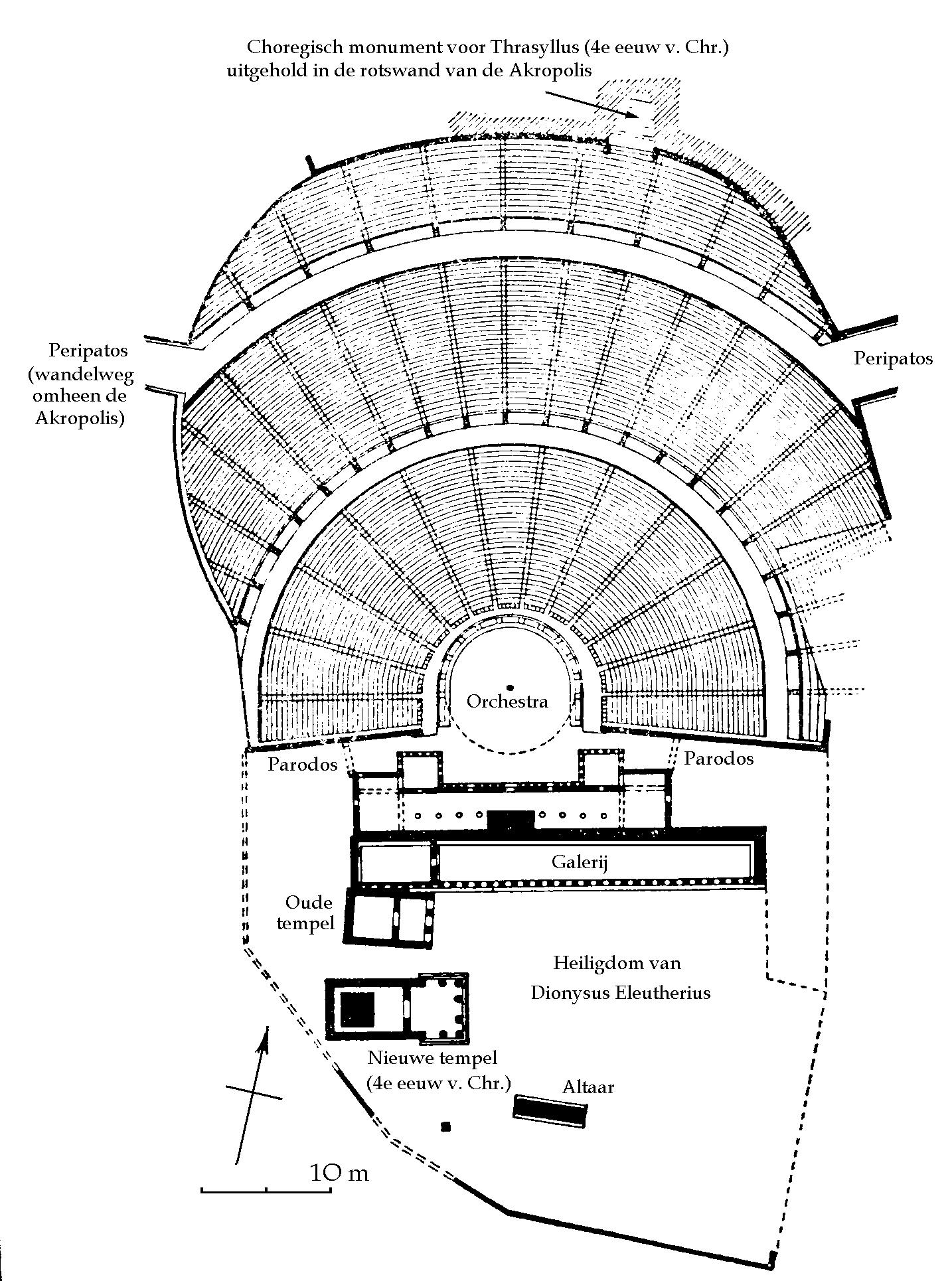
Planta del témenos, teatro al norte, estoa y templos al sur.

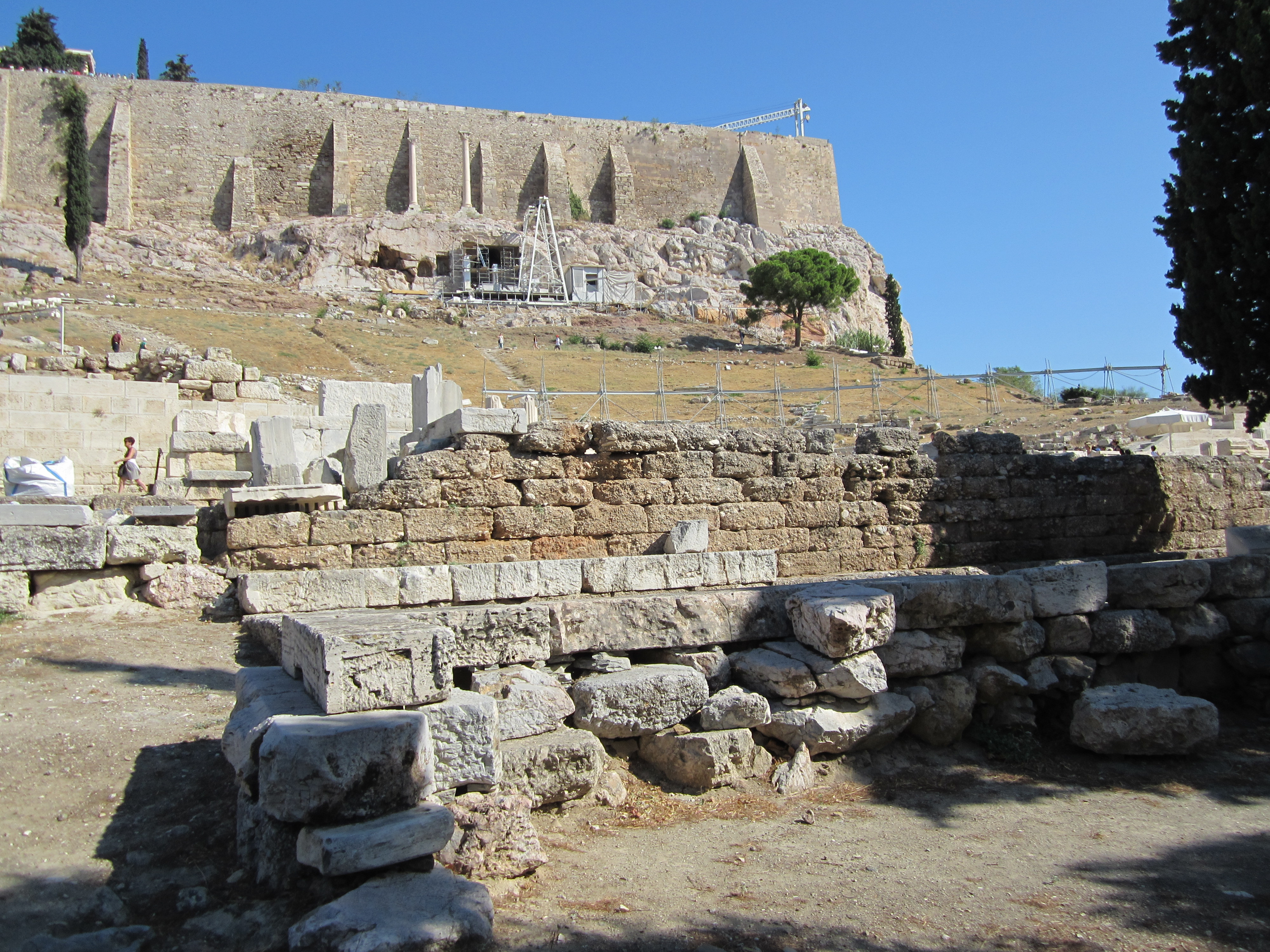
Ruinas de la estoa y del templo más antiguo.

El emplazamiento del témenos de Dioniso Eléutero se encuentra en la ladera sureste de la Acrópolis, en el extremo oriental del yacimiento arqueológico de la ladera sur de la Acrópolis. En la antigüedad, la zona estaba rodeada por un recinto de forma irregular en los lados oeste, sur y este. Un teatro cubría el lado norte del témenos. La entrada estaba en el lado este. Se accedía por la Calle de los trípodes, que discurría a lo largo del lado este de la Acrópolis. De los edificios solo se conservan los cimientos, excepto del teatro, mejor conservado. Al oeste del témenos estaba el Asclepeion y al este el Odeón de Pericles.
El témenos de Dioniso está bordeado al norte por los restos de una estoa, probablemente jónica, perteneciente al programa de construcción de Licurgo (circa 330 a. C.). Los otros lados del santuario estaban rodeados por un recinto, el sur y el este de los cuales se conservan en la actualidad. En el lado este del recinto había un propileos en forma de Π, cuya planta es visible hoy en día.

### Teatro de Dioniso
El teatro dedicado a Dioniso se construyó originalmente en torno al año 500 a. C.. Los restos que se conservan datan principalmente de la fase de construcción del teatro en torno al año 350 a. C. La cávea del teatro, que se amplió con frecuencia a lo largo de los siglos, podía albergar entre 15 000 y 16 000 espectadores en su escenario más grande. El teatro es el edificio mejor conservado del témenos.

### Antiguo templo de Dioniso
El antiguo templo de Dioniso se construyó en torno a 550-500 a. C. Era un pequeño templo de estilo dórico. Medía unos 13,5 x 8 my estaba hecho de piedra caliza. El templo tenía un naos abierto al este y un pronaos con dos columnas delante. En el interior del templo había una estatua de culto a Dioniso Eléutero.

### Templo nuevo de Dionisio
El nuevo templo de Dioniso se construyó al sur del antiguo hacia el año 350 a. C. También tenía un naos y un pronaos orientados al este, y cuatro columnas dóricas en la fachada. El templo medía aproximadamente 22 x 9,3 m. Según Pausanias, este templo albergaba la estatua de oro y marfil del dios, obra del escultor Alcámenes. Solo se conservan los cimientos de conglomerado del templo y la base de la estatua de culto.

### Altar de Dioniso
El altar de Dioniso estaba situado en la parte sur del témenos. Medía aproximadamente 11,5 x 3,3 m.

### Estoa
La estoa se construyó en el lado norte del antiguo templo de Dioniso hacia 350-330 a. C., dejando el templo en el extremo occidental de la estoa. También era de estilo dórico. Medía unos 62,3 m de largo y 8,1 m de ancho. Estaba orientada al sur y se cree que tenía 22 columnas en la fachada. Su muro norte era el muro sur del edificio de la skené del Teatro de Dionisio. Una sala de unos 12 x 8,1 m estaba separada del extremo occidental de la estoa y se abría hacia el este. En general, se cree que era de una sola planta, pero una teoría sugiere que tendría dos.